# 趙之驊
趙之驊（？—？），字孟良，號是愚，南直隶应天府溧水县人。

## 生平
天啓四年（1624年）甲子科应天乡试举人，天啓五年（1625年）联捷乙丑科進士，知江西德化县，修学校以兴士，筑堤闸以利民，累官南礼部郎中、山东提学道佥事。
与魏翰先、韩无疾、魏生直、魏吉、罗高偲等结文社，称湖滨六子。